# La Pommeraie-sur-Sèvre
La Pommeraie-sur-Sèvre is een plaats en voormalige gemeente in het Franse departement Vendée in de regio Pays de la Loire en telt 933 inwoners (1999). De plaats maakt deel uit van het arrondissement Fontenay-le-Comte.

## Geschiedenis
La Pommeraie-sur-Sèvre is op 1 januari 2016 gefuseerd met de gemeenten Les Châtelliers-Châteaumur, La Flocellière en Saint-Michel-Mont-Mercure tot de gemeente Sèvremont. 

## Geografie
De oppervlakte van La Pommeraie-sur-Sèvre bedraagt 15,5 km², de bevolkingsdichtheid is 60,2 inwoners per km².
De onderstaande kaart toont de ligging van La Pommeraie-sur-Sèvre met de belangrijkste infrastructuur en aangrenzende gemeenten.

## Demografie
Onderstaande figuur toont het verloop van het inwonertal.
Châteaumur · Les Châtelliers · La Flocellière · La Pommeraie-sur-Sèvre · Saint-Michel-Mont-Mercure